# Nowik (1900)

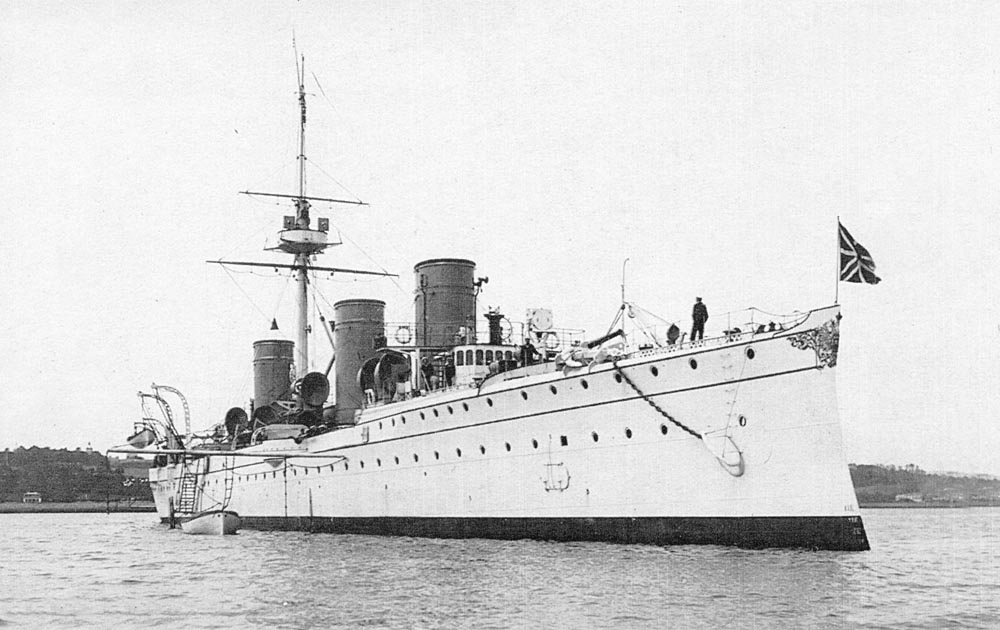
„Nowik” w 1902

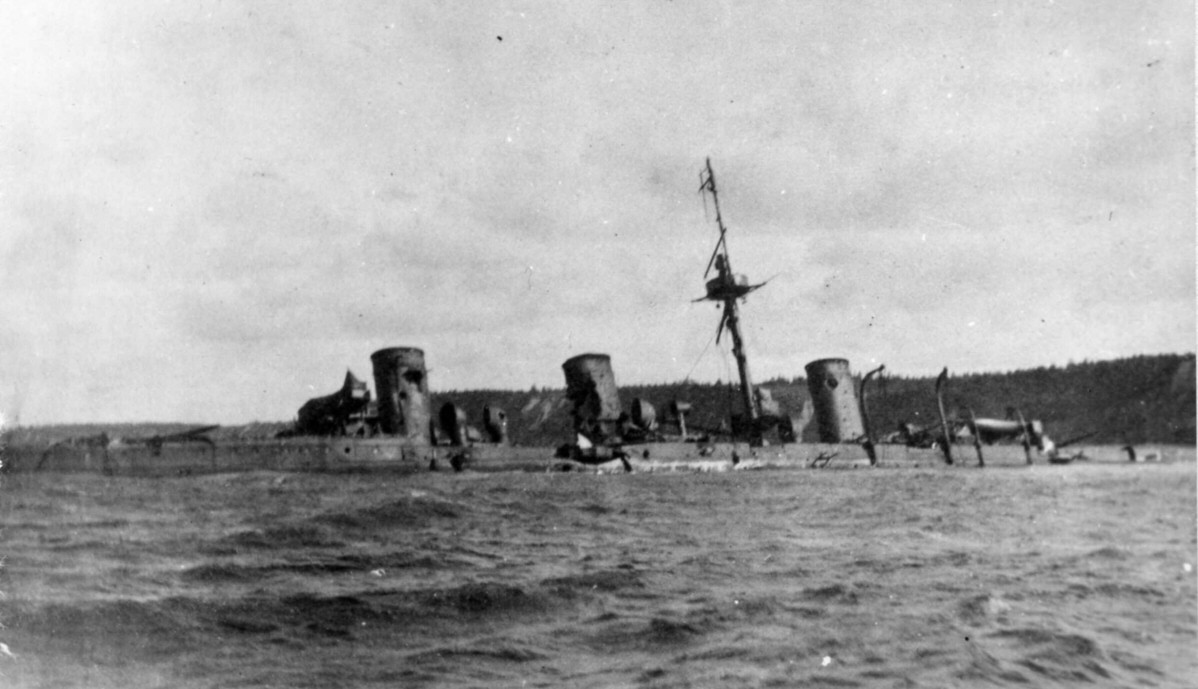
Wrak „Nowika” po samozatopieniu

Nowik (Новик) – rosyjski krążownik, jeden z najsłynniejszych okrętów carskiej floty rosyjskiej.
Był to mały krążownik pancernopokładowy (według klasyfikacji rosyjskiej, krążownik II rangi) – stosunkowo niewielki i słabo uzbrojony, lecz za to szybki; jeden z pierwowzorów małych krążowników zwiadowczych („skautów”). Zbudowany przez niemiecką stocznię Schichau w Gdańsku (mechanizmy zbudowane przez główny zakład Schichau w Elblągu). Budowę rozpoczęto faktycznie w 1899, a oficjalne położenie stępki nastąpiło 29 lutego 1900. Wodowany 2 sierpnia 1900, wszedł do służby we flocie rosyjskiej 3 maja 1901 (daty w kalendarzu juliańskim).
Po próbach odbiorczych „Nowik” przypłynął do Rosji na przełomie maja i czerwca 1902. We wrześniu tego samego roku został wysłany na Daleki Wschód, w skład Eskadry Oceanu Spokojnego. W grudniu dowództwo okrętu objął komandor por. Nikołaj Essen. Do swojej nowej bazy Port Artur „Nowik” dotarł w kwietniu 1903.
Podczas pierwszej fazy wojny japońsko-rosyjskiej, „Nowik” aktywnie uczestniczył w walkach z japońską flotą wokół Port Artur, począwszy od odpierania otwierającego wojnę nocnego ataku torpedowców japońskich 9 lutego 1904 (29 stycznia starego stylu). W bitwie z flotą japońską 9 lutego 1904 został lekko uszkodzony. 10 sierpnia 1904 uczestniczył w bitwie na Morzu Żółtym, gdzie został lekko uszkodzony (3 trafienia, 2 zabitych, 1 ranny). Jako jednemu z kilku okrętów rosyjskich udało mu się przerwać blokadę japońską, po czym, jako jedyny, dowódca „Nowika”, Maksimilian Schultz zdecydował się na samotną próbę przebicia do Władywostoku, zgodnie z pierwotnym planem. Obrał on kurs naokoło Wysp Japońskich, lecz 20 sierpnia został przechwycony przez japońskie krążowniki „Tsushima” i „Chitose” w okolicy portu Korsakow na Sachalinie. Uszkodzony w walce, musiał zawrócić do portu Korsakow, gdzie został zatopiony przez załogę. W toku boju doznał 5 trafień (w tym 3 podwodnych), zginęło 2 marynarzy i raniono 17.
Od 2 maja 1901 na „Nowiku” służył Polak Kazimierz Porębski, początkowo jako oficer torpedowo-minowy, a od 17 kwietnia 1904 do zniszczenia okrętu jako starszy oficer (zastępca dowódcy). Odznaczył się podczas walk okrętu z Japończykami i został uhonorowany przez cara m.in. złotą szablą „za dzielność”.
Pozostali członkowie załogi polskiego pochodzenia:
- Stefan Buraczek, miczman, pełnił obowiązki rewizora. W trakcie wojny rosyjsko-japońskiej odznaczony Orderem św. Stanisława III kl z mieczami i kokardą oraz Orderem św. Anny III kl z mieczami i kokardą.
- Aleksander Szejkowski, miczman, starszy oficer nawigacyjny. W trakcie wojny rosyjsko-japońskiej odznaczony Orderem św. Stanisława III kl z mieczami i kokardą, Orderem św. Włodzimierza IV kl z mieczami i kokardą oraz awansowany na stopień lejtnanta

## Służba w Japonii
5 lipca 1905 wrak wpadł w ręce japońskie, po zdobyciu Sachalinu. 16 lipca 1906 okręt został podniesiony i następnie wyremontowany przez Japończyków w Yokosuka. 11 lipca 1908 został wcielony do japońskiej floty pod nazwą „Suzuya”, ale remont ukończono dopiero w grudniu 1908 i wtedy wszedł do służby.
Podczas remontu zamieniono uzbrojenie główne na typowe japońskie: 2 działa 152 mm L/50 i 4 działa 120 mm Armstronga. Kotły zamieniono na 8 kotłów typu Miyabara, przy tym zlikwidowano przednią kotłownię i usunięto pierwszy komin. Prędkość okrętu spadła przez to do 20 węzłów. Jeszcze jednak w 1908 przed wejściem do służby uzbrojenie zamieniono dla zmniejszenia masy na dwa działa 120 mm, cztery 76 mm, sześć 47 mm i dwie 37 mm. Mimo to, już 1 kwietnia 1913 okręt został wycofany ze służby, po czym złomowany.

### Dane techniczne
- wyporność:
  - normalna 3080 t,
  - pełna – 3180 t
- wymiary: długość/ szerokość / zanurzenie: 111 / 12,2 / 4,7 m
- siłownia: 3 pionowe maszyny parowe potrójnego rozprężania o mocy 17 800 KM, 12 kotłów parowych, opalanych węglem, 3 śruby napędowe
- zapas paliwa: 400-510 t węgla
- prędkość maksymalna: 25 węzłów
- zasięg: 2900 Mm przy prędkości 10 w (inne dane: 3500 Mm/10 w)
- załoga: 328 ludzi

Uzbrojenie:
- 6 dział kalibru 120 mm Canet model 1891 (w stanowiskach na burtach, dziobie i rufie)
  - długość lufy L/45 kalibrów, masa pocisku 20,4 kg, donośność 9630 m
- 6 dział 47 mm Hotchkiss model 1896 L/43
- 2 km 7,62 mm Maxim
- 2 działa 37 mm (mogły być ustawione na kutrach parowych)
- 5 stałych nadwodnych wyrzutni torpedowych kaliber 381 mm (1 na rufie, po 2 na burtach)
- + 1 działo 63,5 mm Baranowskiego dla oddziałów desantowych

Opancerzenie: (stal niklowana)
- pokład pancerny grubości 30 – 51 mm.
- wieża dowodzenia(inne języki) – 30 mm
  - maski dział – 25 mm

Nazwę „Nowik” nosiły także rosyjskie:
- korweta 11-działowa z 1856 roku (rozbita na skałach w 1863)
- „Nowik” – niszczyciel z okresu I wojny światowej, zatopiony w 1941 na minach (nosił wtedy nazwę „Jakow Swierdłow”)